# Michelle Amos
Michelle Amos és una enginyera de disseny electrònic estatunidenca que exerceix al Centre espacial John F. Kennedy de la NASA. Es va vincular a la NASA el 1990 com a enginyera de disseny. Actualment dissenya sistemes elèctrics i equips de control al Centre de Desenvolupament de Tecnologia Avançada del centre espacial i treballa en un equip de suport per a la Estació Espacial Internacional documentant les seves configuracions elèctriques. És la directora del projecte per a les activitats de transició i jubilació del Transbordador STS.

## Vida personal
Amos va néixer a Baton Rouge Louisiana, filla de Dunk i Dorothy Wright. Va rebre una llicenciatura en enginyeria elèctrica de la Southern University A&M College. Va obtenir un màster en Ciències en Administració d'Enginyeria de la Universitat de Florida Central el 2005. Ha estat casada amb el seu espòs John per més de vint anys. La parella té tres fills i viu a Oviedo, Florida.